# 天高增一
金牛座104，又名BD+18 779，HD 32923、SAO 94332、HR 1656，是金牛座的一颗恒星，视星等为5，位于銀經183.83，銀緯-12.94，其B1900.0坐标为赤經5h 1m 32.3s，赤緯+18° -12.94′ 39″。